# Mark Bell (musicien)
Pour les articles homonymes, voir Mark Bell et Bell.
Mark Bell, né c. 1971 et mort le 8 octobre 2014 de complications post-opératoires, était un musicien et réalisateur artistique britannique de musique électronique. 
Il est principalement connu comme cofondateur du duo LFO, ainsi qu'au travers de ses collaborations musicales avec Björk et Depeche Mode.

## Biographie
Mark Bell naît dans le Yorkshire. Il fonde le groupe de musique électronique LFO avec Gez Varley. En 1990, leur titre LFO est édité en single par le label Warp Records et se classe 12e du UK Singles Chart,. Le duo réalise deux albums, Frequencies en 1991 et Advance en 1996, avant le départ de Gez Varley. Le 3e album de LFO est réalisé par Mark Bell en 2003.
Mark Bell mène également une carrière de réalisateur artistique. Il produit plusieurs albums solo de Björk et accompagne la chanteuse sur scène. Il travaille également avec Depeche Mode sur l'album Exciter, sorti en 2001. Il réalise des remix pour des artistes comme Laurent Garnier et GusGus.
En octobre 2014, le label Warp annonce que sa mort a été provoquée par des complications à la suite d'une opération chirurgicale,.